# Jaume Ferrer (navegant)
Jaume Ferrer (Mallorca, segle XIV) fou un navegant mallorquí que s'ha identificat documentalment amb el ciutadà de Mallorca del mateix nom que el 1343 arribà amb un vaixell al port de Bruges.

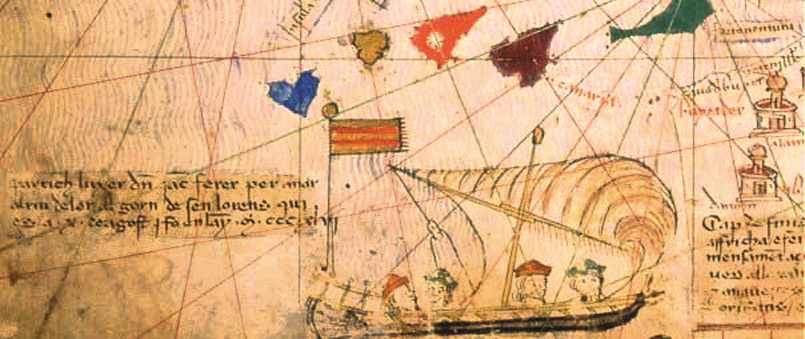
Detall de Jaume Ferrer a l'Atles Català (1375)

La seva importància rau en la representació iconogràfica a l'Atles català de 1375, i en altres de posteriors, d'un vaixell amb una senyera i diverses figures humanes a bord pintat al sud de les Illes Canàries amb la següent llegenda: «Partich l'uxer d'en Jacme Ferrer per anar al Riu de l'Or al jorn de sen Lorens, qui és a ·X· de agost, e fo de l'any ·M·CCC·XLVI·».
Dissortadament, la llegenda no informa ni de l'èxit ni de la fallida de l'expedició. En tot cas, seria indicatiu del fet que el 1346 la navegació ja havia assolit el cap Bojador, puix que el Riu d'Or són les terres que s'hi troben al sud (actualment al Sàhara Occidental).

## Reconeixements
- Carrer de Palma que dona a la plaça de les Drassanes.
- Estàtua a la plaça de les Drassanes de Palma.
- Medalló en relleu del saló de plens de l'Ajuntament de Palma
- Giravents en un rellotge de sol monumental reproduint el vaixell de Jaume Ferrer a l'Atles Català situat al passeig Marítim de Palma.